# Kieslerowo
Kieslerowo (ros. Кеслерово) – wieś w Rosji, w Kraju Krasnodarskim, w rejonie krymskim. W 2010 liczyła 1036 mieszkańców.